# Takara
Takara Co., Ltd (株式会社タカラ - Kabushiki gaisha Takara) foi uma empresa japonesa fabricante de brinquedos, desenvolvedora e publicadora de jogos eletrônicos, fundada em 17 de setembro de 1955, no bairro de Katsushika-ku, Tóquio, pelo inventor Yasuta Satoh com o nome de Satoh Vinyl Industries, Ltd. A empresa mudou seu nome pelo menos três vezes, entre os anos de 1959 a 1961, quando em novembro de 1966, definitivamente, passa a chamar-se Takara Co., Ltd.
A empresa foi cotada na bolsa de valores de tóquio (Tokyo Stock Exchange, primeira seção - código: 7969) até 25 de abril de 2005, quando suas ações foram transferidas para a empresa Index Corporation, que tornou-se a maior acionista, e deixando de existir em 1 de março de 2006 após fundir-se com uma grande concorrente no ramo de brinquedos, Tomy Co., Ltd.

## Brinquedos
- Blythe dolls (bonecas)
- Choro-Q
- Magic the Gathering
- MPS (magic Premiere shop)
- Uzu majin (clear card battle)
- Heaven of Dragon
- Violence Angel
- Beyblade
- Bicicletas B Plus (parceria com a Yamaha)
- Microman
- Diaclone
- Duel Masters
- Jenny (bonecas)
- Koeda-chan
- Licca-chan
- Microman
- Transformers
- Mermaid Melody